# Epidendrum nanoecallosum
Epidendrum nanoecallosum är en orkidéart som beskrevs av Eric Hágsater och E.Santiago. Epidendrum nanoecallosum ingår i släktet Epidendrum och familjen orkidéer. Inga underarter finns listade i Catalogue of Life.